# Susan Batson
Susan Batson (* 1944 in Roxbury, Massachusetts) ist eine US-amerikanische Schauspielerin, Produzentin, Schauspiellehrerin und Schauspielcoach. Sie studierte u. a. bei Lee Strasberg, Harold Clurman, Herbert Berghof und Uta Hagen.
Von 1969 bis zuletzt 2006 war sie in mehr als zwei Dutzend Produktionen zu sehen, darunter 1977 in dem Fernsehfilm Der unglaubliche Hulk (The Incredible Hulk)
Ihr Buch Truth: Personas, Needs, and Flaws in The Art of Building Actors and Creating Characters von 2006 erschien 2014 auf Deutsch im Alexander Verlag Berlin unter dem Titel Wahrhaftigkeit im Schauspiel. Ein Lehrbuch mit Beiträgen von Michael Haneke, Nicole Kidman und Juliette Binoche.